# Aidenbach
Aidenbach – gmina targowa w Niemczech, w kraju związkowym Bawaria, w rejencji Dolna Bawaria, w regionie Donau-Wald, w powiecie Pasawa, siedziba wspólnoty administracyjnej Aidenbach. Leży około 25 km na zachód od Pasawy.

## Dzielnice
W skład gminy wchodzą trzy dzielnice: Aidenbach, Aldersbach i Haidenburg.

## Demografia

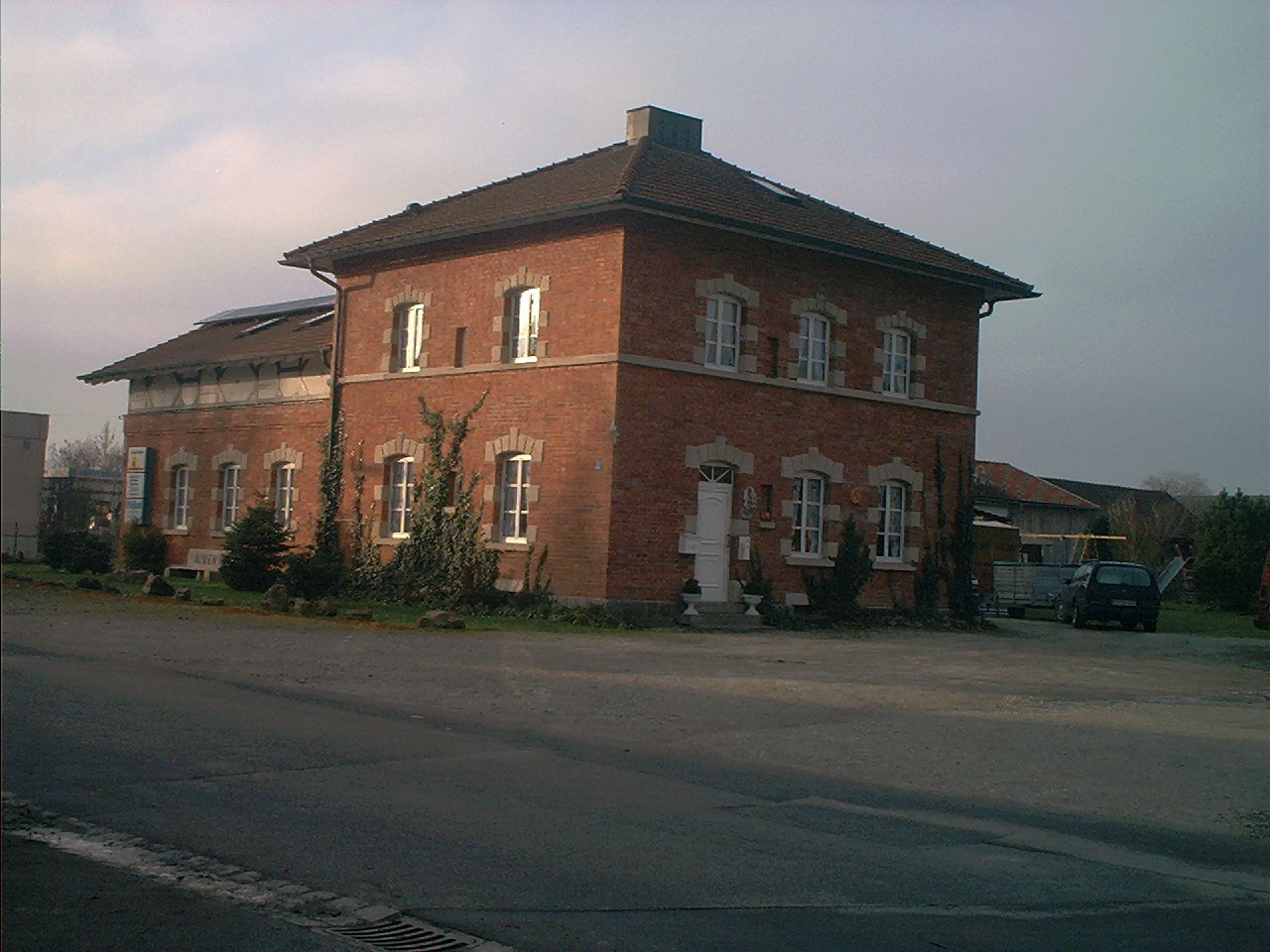
Stacja kolejowa

| Rok  | Liczba mieszk. |
| ---- | -------------- |
| 1970 | 2 368          |
| 1987 | 2 323          |
| 2000 | 2 976          |

## Oświata
(na 1999)

W gminie znajduje się przedszkole (75 miejsc i 85 dzieci) oraz szkoła podstawowa (21 nauczycieli, 342 uczniów).